# بخش‌کندی
بخش‌کندی، روستایی است از توابع بخش مرکزی شهرستان سلماس استان آذربایجان غربی ایران.

## جمعیت
این روستا در دهستان لکستان قرار داشته و بر اساس سرشماری سال ۱۳۸۵ جمعیت آن ۳۶۶نفر (۹۱ خانوار) 
بوده است.